# Dugi otok
Dugi otok (italijansko: Isola lunga) je dolg in ozek severnodalmatinski otok v Srednjem Jadranu. Leži zahodno od Pašmana in Ugljana. S površino 113 km² je po velikosti sedmi med hrvaškimi otoki in največji med otoki Zadrskega otočja, po dolžini obale (med 171 in 182 km) pa je šesti ali sedmi (primerljiv z Bračem). Celotni otok upravnoteritorialno obsega ena sama občina - Sali, ki je del Zadrske županije.

## Geografija
Na otoku je skupno 13 večjih ali manjših naselij, med njimi pa je najpomembnejše ribiško naselje in manjše pristanišče Sali. Navišji
vrh na otoku je Vela Straža ki doseže višino 338 mnm. Na otoku se
razprostira več kraških dolin in polj: Velo jezero, Arnjevo polje, Mir polje, Skrajnje polje, Sridnje polje, Glavočevo polje, Malo jezero, Dugo polje in potopljeno Slano jezero. Na otoku ni izvirov tekoče vode. V zimskih mesecih, ko je obilo dežvja, so nekatere doline poplavljene: Malo in Velo jezero, Dugo polje in še nekatera druga. Na plodnih tleh otoških dolin se prideljujejo žitarice, v dolinah ki so pozimi poplavljene pa uspeva zelenjava. Ribištvo je na otoku razvito že iz prazgodovine, posebno na jugozahodnem delu otoka v zalivu Telašćica. V slanem jezeru (Jezero Mir) blizu Telašćice lovijo jegulje.

## Zgodovina
Dugi otok se omenja že v 10. stol., in sicer pod imenom Pizuh, pozneje v 11. stol. pa kot Čuh, Čuška ali pa Čušćica. Koncem 11. stol. pa se v starih listinah pojavi ime Insula Tilagus. Ime Veli otok je bilo prvič zapisano v glagolici leta 1460.
Otok je bil s prvimi prebivalci že zelo zgodaj poseljen. Najstarejše arheološke najdbe so iz mlajše kamene dobe, in so bile izkopane na lokaliteti Žman. Na izpostavljenih vrhovih po otoku so ostanki ilirskih
utrjenih naselij. Iz rimskega obdobja pa se je ohranilo več zgradb, grobov in mozaikov.

## Pomembnejša naselja
Na Dugem otoku je trinajst naselij, pomembnejša pa so: Božava, Brbinj, Dragove, Luka, Polje, Sali, Savar, Soline, Veli Rat, Verunić Zaglav in Žman.